# موتور نور محمد درخشندة
موتور نور محمد درخشندة (بالإنجليزية: Mowtowr-e Nur Mohammad Darkhashandeh)‏ هي منطقة سكنية تقع في سيستان وبلوتشستان في إيران. يقدر عدد سكانها بـ 52 نسمة .